# 内鳃果蝇
内鳃果蝇（Drosophila endobranchia）是一种双翅目果蝇科的一个物种。该种是大开曼的特有种，1966年发现，但在之后很长时间都难觅踪迹，直到2007年在一只地蟹口部重新发现。
内鳃果蝇以微生物为食，一般寄生在地蟹身上，每只蟹身上一般会寄生有一到六只果蝇。成年果蝇除了飞以外一般不移动，一般不会离开宿主地蟹。交配也在蟹的身上完成。卵一般产在蟹的眼睛附近。